# Husaby församling
Husaby församling är en församling i Kålland-Kinne kontrakt i Skara stift. Församlingen ligger i Götene kommun i Västra Götalands län och ingår i Götene pastorat. 

## Administrativ historik
Församlingen har medeltida ursprung.
Församlingen var till 1992 moderförsamling i pastoratet Husaby, Skälvum och Ova som även omfattade från 1 juni 1929 Kinne-Kleva församling och Sils församling och från 1962 Ledsjö församling. Från 1992 till 2010 moderförsamling i pastoratet Husaby, Skälvum, Ova, Ledsjö och Kleva-Sil. Församlingen införlivade 2010 Skälvums församling och Ova församling och var därefter till 2014 moderförsamling i pastoratet Husaby, Kleva-Sil och Ledsjö. Från 2014 ingår församlingen i Götene pastorat. Församlingen utökades 2017 med Kleva-Sils församling och Ledsjö församling samtidigt som församlingskoden ändrades från 147113 till 147101.

## Organister
| Period | Namn                            | Levnadstid | Övrigt   |
| ------ | ------------------------------- | ---------- | -------- |
| 1681   | Christian Beijer (orgelbyggare) | 1640-1714  | Organist |

## Kyrkor
- Husaby kyrka
- Kinne-Kleva kyrka
- Ledsjö kyrka
- Ova kyrka
- Skälvums kyrka